# Église Saint-Pierre de Moëze
Pour les articles homonymes, voir Église Saint-Pierre.
L'église Saint-Pierre est une église catholique située à Moëze, dans le département français de la Charente-Maritime en région Nouvelle-Aquitaine.

## Historique
Le clocher date du XIVe siècle siècle, une église gothique devait y être attenante. Autrefois au bord du golfe de Saintonge (le rivage étant désormais plus éloigné), le clocher haut d’une cinquantaine de mètres pouvait servir d’amer aux navigateurs. Aujourd’hui encore il domine la vaste étendue de marais qui entoure le village. La commune étant devenue à majorité protestante, l’église est saccagée et détruite lors de la Réforme et des guerres de religion au XVIe siècle siècle, seul le clocher fut épargné. La nef actuelle de l’église est reconstruite au XVIIIe sièclee siècle[réf. souhaitée]. Le 17 septembre 2015, l'église est fermée au public pour des raisons de sécurité à cause de l'effondrement du faux plafond en plâtre (restauré en 1998-1999). Lors de la restauration de 2018-2019 le faux plafond est ainsi détruit pour laisser la charpente apparente.

## Description
L'intérieur se compose d'une nef unique et d'un petit bas-côté droit. Dans le chœur trône un maitre autel surmonté d'un retable du XVIIIe siècle siècle, le tableau daté de 1726 représente une crucifixion ; l'ensemble est classé au titre du patrimoine mobilier le 28 février 1985. Au centre du chœur un autel en bois du XIXe siècle siècle, autrefois situé au fond du bas-côté, et lui aussi classé, a été installé en 2019 après restauration. L'entrée de l'église est surmontée d'une tribune supportant un petit orge du XIXe siècle siècle, restauré en 1976-1978 par la manufacture d’orgues Muhleisen. De plus, l'entée de l'église est jouxté par un baptistère entouré d'un lambris et surmonté d'une colombe ; l'ensemble est classé au titre du patrimoine mobilier.

## Protection
L'église Saint-Pierre est classée au titre des monuments historiques par arrêté du 15 février 1915. Il abrite une cloche datant de 1624 qui elle est classée au titre du patrimoine mobilier le 18 juin 2020.

## Galerie de photos

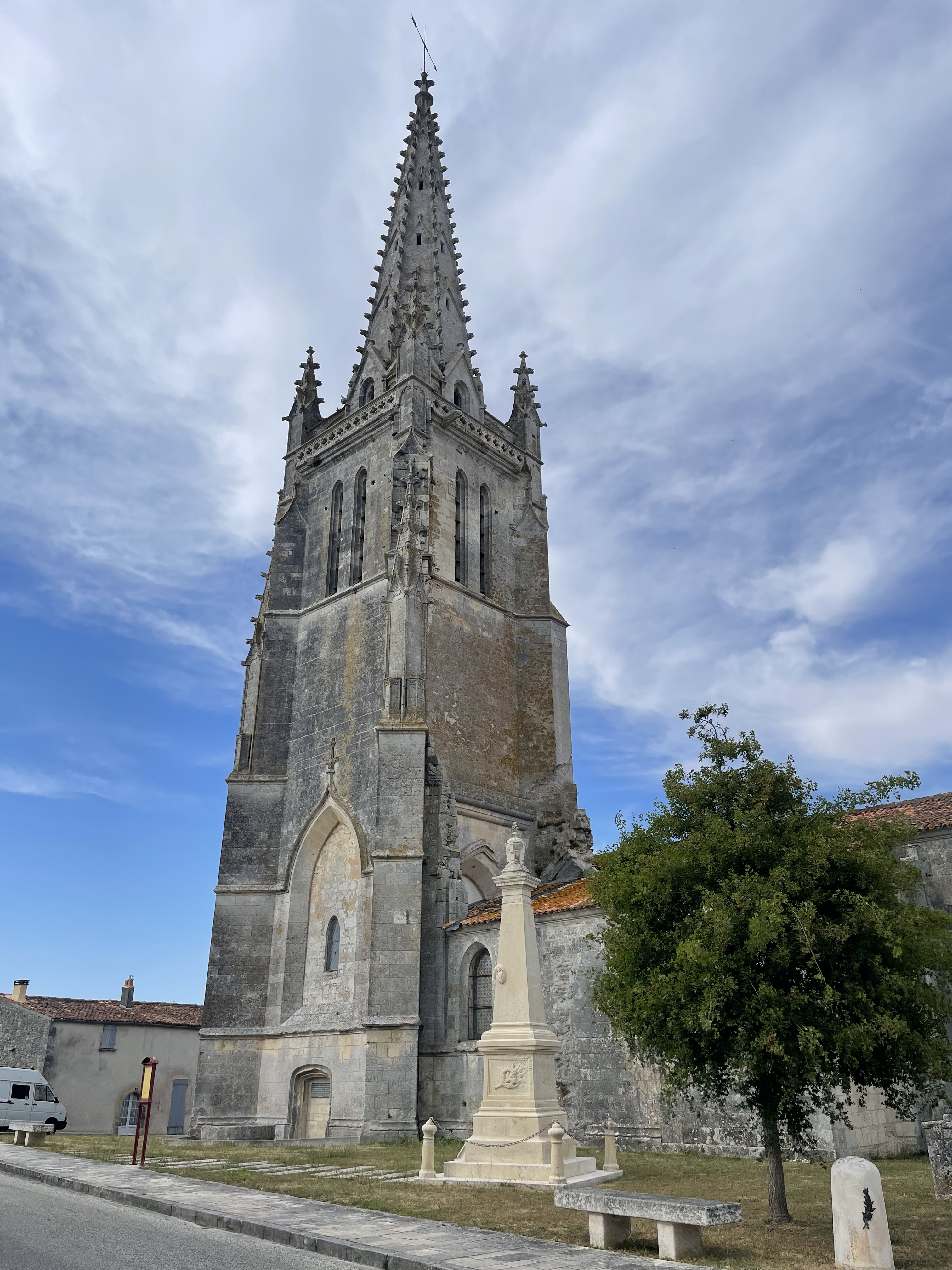
Le clocher.
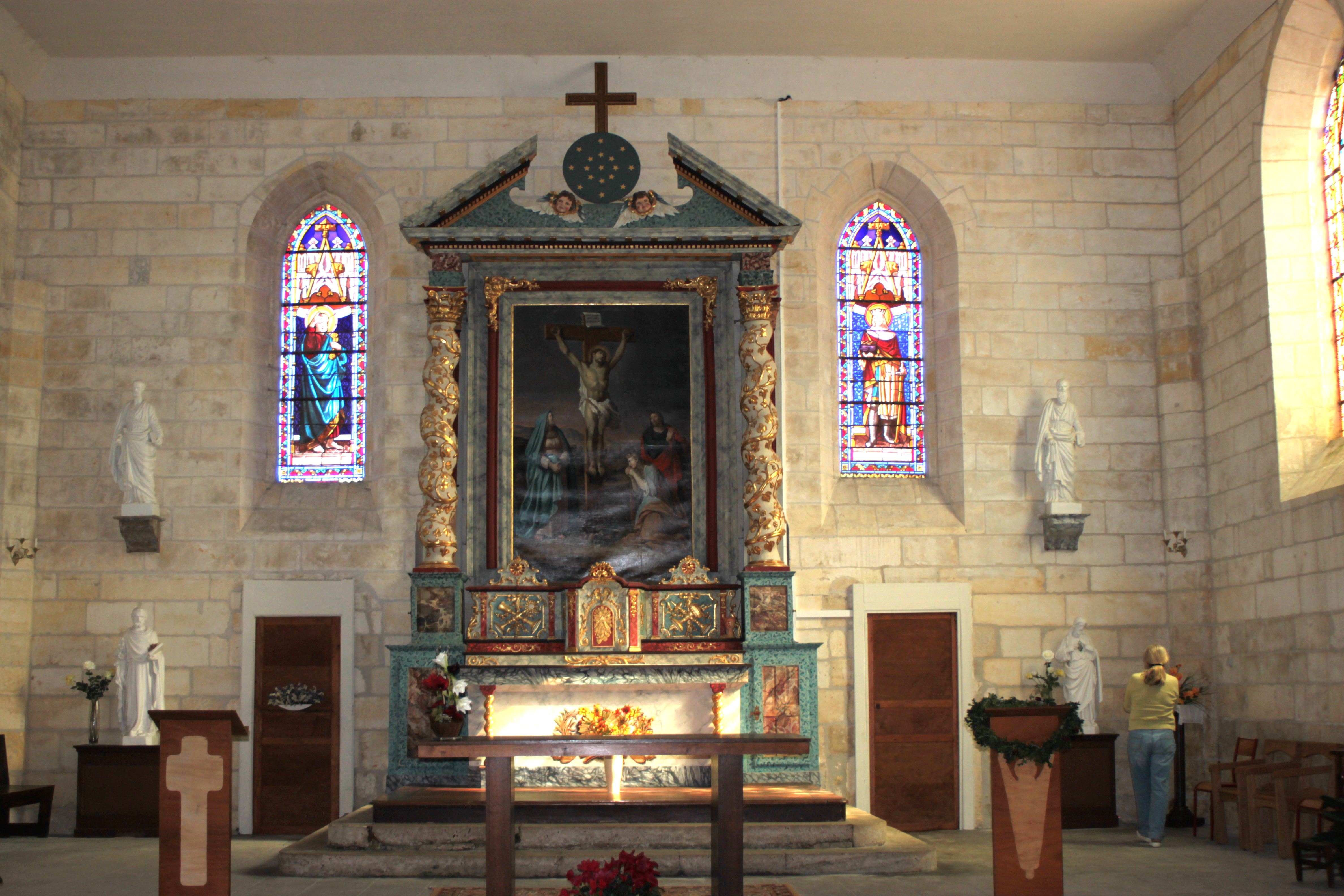
Chœur.
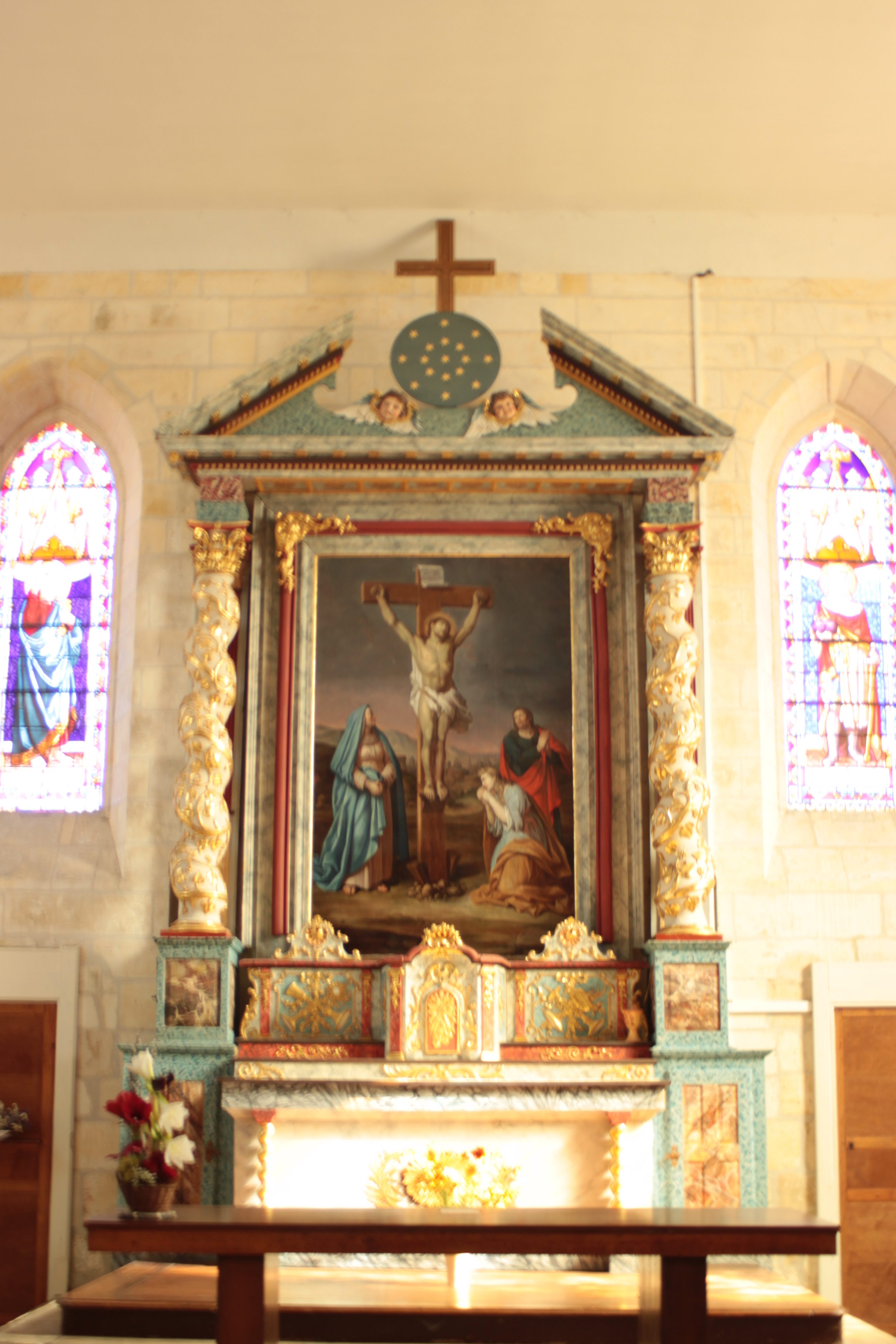
Maître-autel.
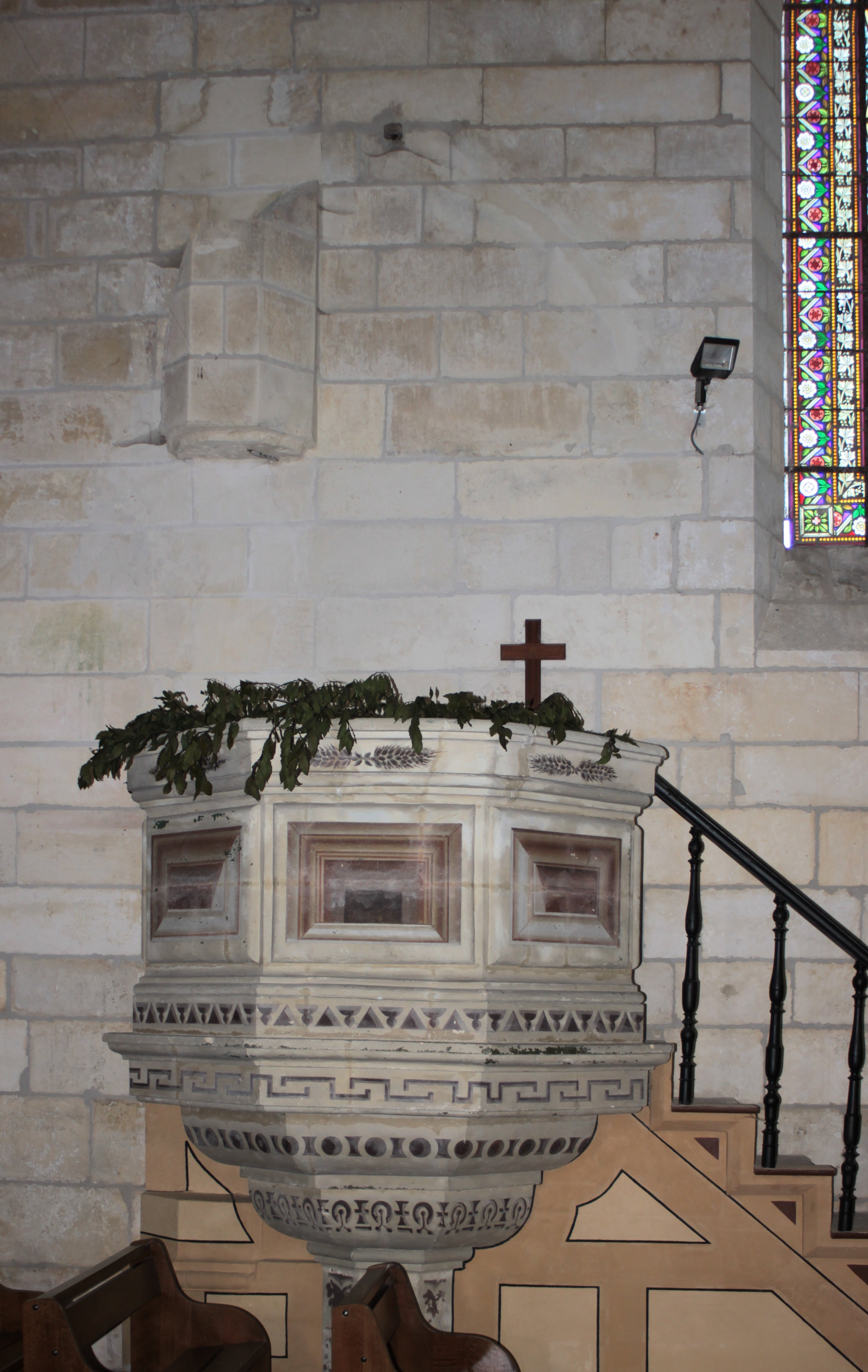
Chaire.
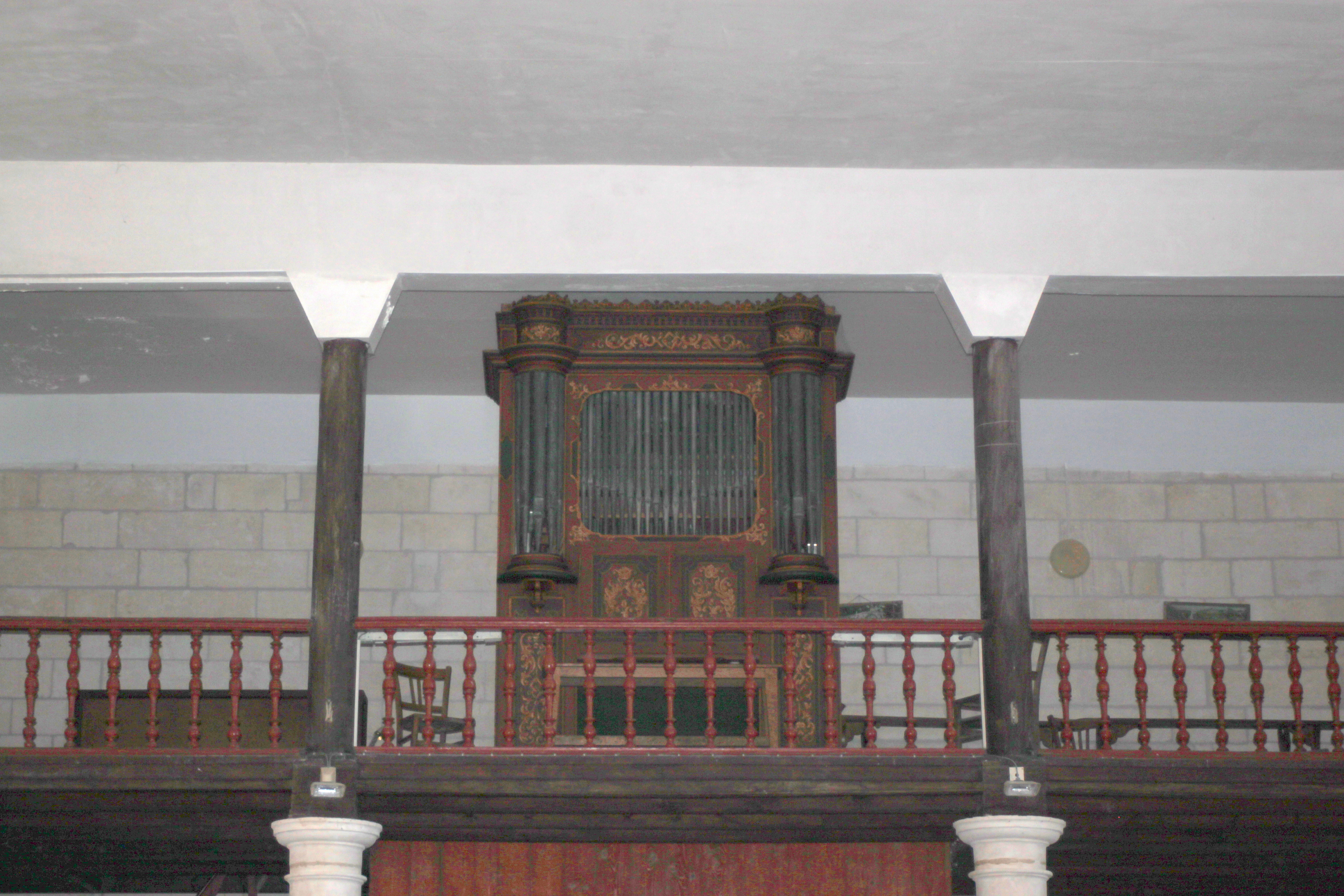
Orgue.
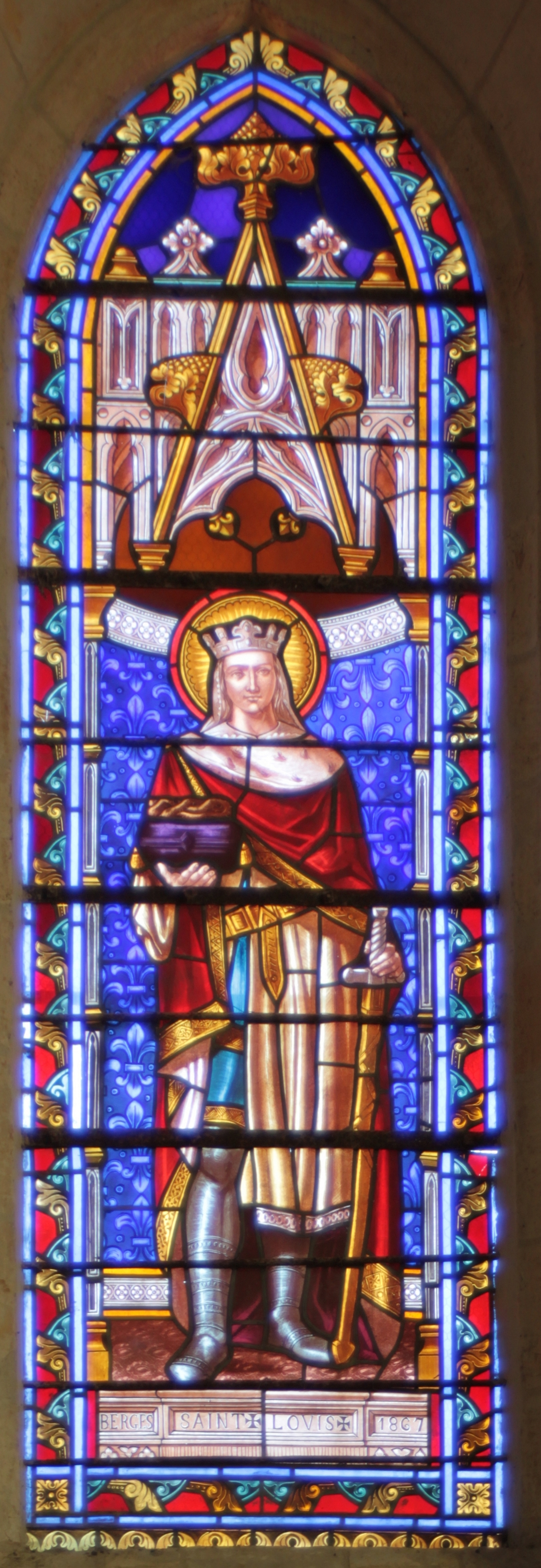
Vitrail Saint-Louis (Berges 1867).
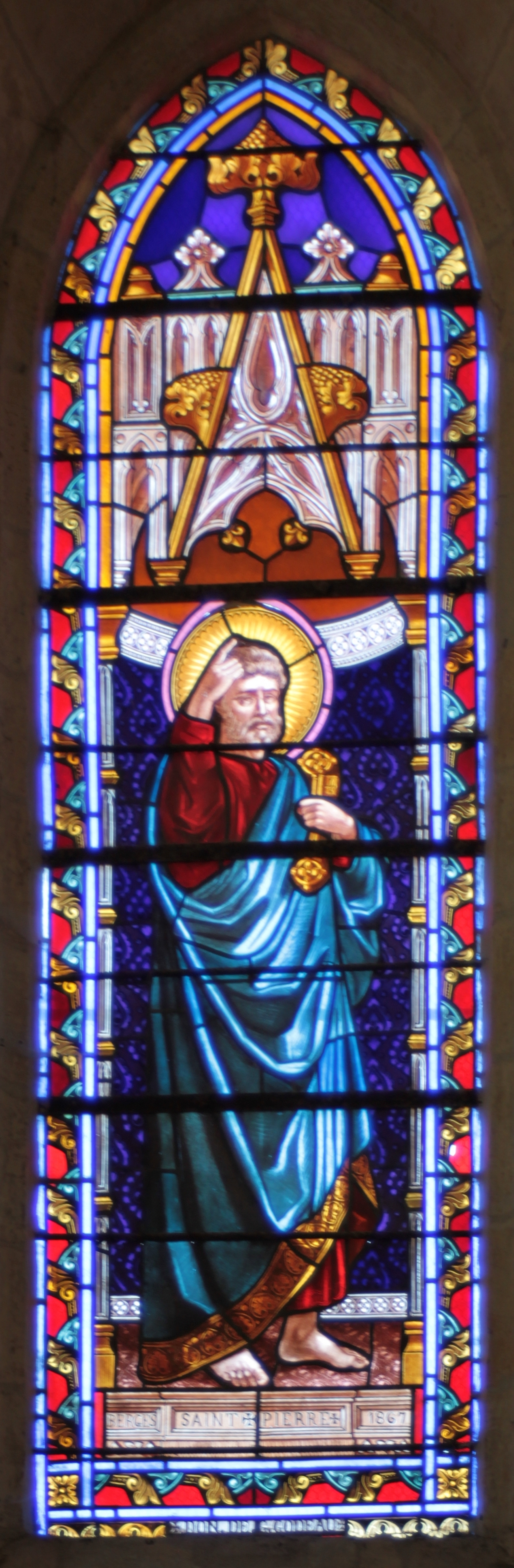
Vitrail Saint-Pierre (Berges 1867).